# Eschweilera grandiflora
Eschweilera grandiflora là một loài thực vật có hoa trong họ Lecythidaceae. Loài này được (Aubl.) Sandwith mô tả khoa học đầu tiên năm 1955.